# إدي إدواردز
إدي إدواردز (بالإنجليزية: Eddie Edwards)‏ هو مصارع محترف أمريكي، ولد في 30 ديسمبر 1983 في بوسطن في الولايات المتحدة.

## وصلات خارجية
- إدي إدواردز على موقع CageMatch worker (الإنجليزية)
- إدي إدواردز على موقع قاعدة بيانات المصارعة على الإنترنت (الإنجليزية)
- إدي إدواردز على موقع عالم المصارعة على الإنترنت (الإنجليزية)
- إدي إدواردز على موقع عالم المصارعة على الإنترنت (الإنجليزية)

- الموقع الرسمي
- إدي إدواردز على موقع IMDb (الإنجليزية)
- إدي إدواردز على موقع قاعدة بيانات الفيلم (الإنجليزية)